# Racing Roubaix
Racing Roubaix byl francouzský fotbalový klub sídlící v Roubaix. Tým se stal 5× mistrem Francie.

## Historie
Klub byl založen roku 1895 jako Racing Club de Roubaix.
V 1. desetiletí 20. století se tým stal 5× mistrem Francie.
V letech 1932 a 1933 hrál tým finále francouzského poháru. Roku 1933 se klub stal profesionálním.
Roku 1945 se klub sloučil s Excelsior AC Roubaix a US Tourcoing, čímž vznikl Club olympique de Roubaix-Tourcoing.
Roku 1963 se RC Roubaix znovu osamostatnil jako amatérský klub. Roku 1964 se sloučil se Stade roubaisien, čímž vznikl Racing Stade de Roubaix. Ten se roku 1990 sloučil s Roubaix Football, čímž vznikl Stade Club olympique Roubaix.

## Získané trofeje

### Vyhrané domácí soutěže
- 1. francouzská liga ( 5× )

(1902, 1903, 1904, 1906, 1908)